# 2.ª etapa del Tour de Francia 2021
La 2.ª etapa del Tour de Francia 2021 tuvo lugar el 27 de junio de 2021 entre Perros-Guirec y Mûr-de-Bretagne sobre un recorrido de 183,5 km y fue ganada por el neerlandés Mathieu van der Poel del equipo Alpecin-Fenix, convirtiéndose también en el nuevo líder de la prueba.

## Clasificación de la etapa
| Perros-Guirec - Mûr-de-Bretagne | etapa escarpada | (183,5 km) |

| \| Clasificación de la etapa \| Clasificación de la etapa \| Clasificación de la etapa \| Clasificación de la etapa \| Clasificación de la etapa \| \| Ciclista \| Ciclista \| Equipo \| Tiempo \| \| \| ------------------------- \| ------------------------- \| ------------------------- \| ------------------------- \| ------------------------- \| \| 1.º \| Mathieu van der Poel \| Alpecin-Fenix \| 4 h 18 min 30 s \| \| \| 2.º \| Tadej Pogačar \| UAE Team Emirates \| + 6 s \| \| \| 3.º \| Primož Roglič \| Jumbo-Visma \| + 6 s \| \| \| 4.º \| Wilco Kelderman \| Bora-Hansgrohe \| + 6 s \| \| \| 5.º \| Julian Alaphilippe \| Deceuninck-Quick Step \| + 8 s \| \| \| 6.º \| Bauke Mollema \| Trek-Segafredo \| + 8 s \| \| \| 7.º \| Jonas Vingegaard \| Jumbo-Visma \| + 8 s \| \| \| 8.º \| Sergio Higuita \| EF Education-Nippo \| + 8 s \| \| \| 9.º \| Pierre Latour \| TotalEnergies \| + 8 s \| \| \| 10.º \| Jack Haig \| Bahrain Victorious \| + 8 s \| \| |                      |                       |                 |
| |                      |                       |                 |
| Fuente: ProCyclingStats |                      |                       |                 |
| Clasificación de la etapa |                      |                       |                 |
| Ciclista | Ciclista             | Equipo                | Tiempo          |
| 1.º | Mathieu van der Poel | Alpecin-Fenix         | 4 h 18 min 30 s |
| 2.º | Tadej Pogačar        | UAE Team Emirates     | + 6 s           |
| 3.º | Primož Roglič        | Jumbo-Visma           | + 6 s           |
| 4.º | Wilco Kelderman      | Bora-Hansgrohe        | + 6 s           |
| 5.º | Julian Alaphilippe   | Deceuninck-Quick Step | + 8 s           |
| 6.º | Bauke Mollema        | Trek-Segafredo        | + 8 s           |
| 7.º | Jonas Vingegaard     | Jumbo-Visma           | + 8 s           |
| 8.º | Sergio Higuita       | EF Education-Nippo    | + 8 s           |
| 9.º | Pierre Latour        | TotalEnergies         | + 8 s           |
| 10.º | Jack Haig            | Bahrain Victorious    | + 8 s           |

## Clasificaciones al final de la etapa

### Clasificación general(Maillot Jaune)
| \| Clasificación general \| Clasificación general \| Clasificación general \| Clasificación general \| Clasificación general \| \| Ciclista \| Ciclista \| Equipo \| Tiempo \| \| \| --------------------- \| --------------------- \| --------------------- \| --------------------- \| --------------------- \| \| 1.º \| Mathieu van der Poel \| Alpecin-Fenix \| 8 h 57 min 25 s \| \| \| 2.º \| Julian Alaphilippe \| Deceuninck-Quick Step \| + 8 s \| \| \| 3.º \| Tadej Pogačar \| UAE Team Emirates \| + 13 s \| \| \| 4.º \| Primož Roglič \| Jumbo-Visma \| + 14 s \| \| \| 5.º \| Wilco Kelderman \| Bora-Hansgrohe \| + 24 s \| \| \| 6.º \| Jack Haig \| Bahrain Victorious \| + 26 s \| \| \| 7.º \| Bauke Mollema \| Trek-Segafredo \| + 26 s \| \| \| 8.º \| Sergio Higuita \| EF Education-Nippo \| + 26 s \| \| \| 9.º \| Jonas Vingegaard \| Jumbo-Visma \| + 26 s \| \| \| 10.º \| David Gaudu \| Groupama-FDJ \| + 26 s \| \| |                      |                       |                 |
| |                      |                       |                 |
| Fuente: ProCyclingStats |                      |                       |                 |
| Clasificación general |                      |                       |                 |
| Ciclista | Ciclista             | Equipo                | Tiempo          |
| 1.º | Mathieu van der Poel | Alpecin-Fenix         | 8 h 57 min 25 s |
| 2.º | Julian Alaphilippe   | Deceuninck-Quick Step | + 8 s           |
| 3.º | Tadej Pogačar        | UAE Team Emirates     | + 13 s          |
| 4.º | Primož Roglič        | Jumbo-Visma           | + 14 s          |
| 5.º | Wilco Kelderman      | Bora-Hansgrohe        | + 24 s          |
| 6.º | Jack Haig            | Bahrain Victorious    | + 26 s          |
| 7.º | Bauke Mollema        | Trek-Segafredo        | + 26 s          |
| 8.º | Sergio Higuita       | EF Education-Nippo    | + 26 s          |
| 9.º | Jonas Vingegaard     | Jumbo-Visma           | + 26 s          |
| 10.º | David Gaudu          | Groupama-FDJ          | + 26 s          |

### Clasificación por puntos(Maillot Vert)
| Clasificación por puntos | Clasificación por puntos | Clasificación por puntos | Clasificación por puntos | Clasificación por puntos |
| Ciclista                 | Ciclista                 | Equipo                   | Puntos                   |                          |
| ------------------------ | ------------------------ | ------------------------ | ------------------------ | ------------------------ |
| 1.º                      | Julian Alaphilippe       | Deceuninck-Quick Step    | 66 pts                   |                          |
| 2.º                      | Mathieu van der Poel     | Alpecin-Fenix            | 50 pts                   |                          |
| 3.º                      | Michael Matthews         | BikeExchange             | 45 pts                   |                          |
| 4.º                      | Tadej Pogačar            | UAE Team Emirates        | 44 pts                   |                          |
| 5.º                      | Primož Roglič            | Jumbo-Visma              | 40 pts                   |                          |
| 6.º                      | Wilco Kelderman          | Bora-Hansgrohe           | 34 pts                   |                          |
| 7.º                      | Ide Schelling            | Bora-Hansgrohe           | 31 pts                   |                          |
| 8.º                      | Caleb Ewan               | Lotto-Soudal             | 26 pts                   |                          |
| 9.º                      | Jack Haig                | Bahrain Victorious       | 25 pts                   |                          |
| 10.º                     | Bauke Mollema            | Trek-Segafredo           | 22 pts                   |                          |

### Clasificación de la montaña(Maillot à Pois Rouges)
| Clasificación de la montaña | Clasificación de la montaña | Clasificación de la montaña        | Clasificación de la montaña | Clasificación de la montaña |
| Ciclista                    | Ciclista                    | Equipo                             | Puntos                      |                             |
| --------------------------- | --------------------------- | ---------------------------------- | --------------------------- | --------------------------- |
| 1.º                         | Mathieu van der Poel        | Alpecin-Fenix                      | 4 pts                       |                             |
| 2.º                         | Ide Schelling               | Bora-Hansgrohe                     | 4 pts                       |                             |
| 3.º                         | Anthony Perez               | Cofidis                            | 3 pts                       |                             |
| 4.º                         | Julian Alaphilippe          | Deceuninck-Quick Step              | 2 pts                       |                             |
| 5.º                         | Edward Theuns               | Trek-Segafredo                     | 2 pts                       |                             |
| 6.º                         | Tadej Pogačar               | UAE Team Emirates                  | 2 pts                       |                             |
| 7.º                         | Victor Campenaerts          | Qhubeka NextHash                   | 1 pt                        |                             |
| 8.º                         | Danny van Poppel            | Intermarché-Wanty-Gobert Matériaux | 1 pt                        |                             |
| 9.º                         | Michael Matthews            | BikeExchange                       | 1 pt                        |                             |

### Clasificación del mejor joven(Maillot Blanc)
| Clasificación del mejor joven | Clasificación del mejor joven | Clasificación del mejor joven | Clasificación del mejor joven | Clasificación del mejor joven |
| Ciclista                      | Ciclista                      | Equipo                        | Tiempo                        |                               |
| ----------------------------- | ----------------------------- | ----------------------------- | ----------------------------- | ----------------------------- |
| 1.º                           | Tadej Pogačar                 | UAE Team Emirates             | 8 h 57 min 38 s               |                               |
| 2.º                           | Sergio Higuita                | EF Education-Nippo            | + 13 s                        |                               |
| 3.º                           | Jonas Vingegaard              | Jumbo-Visma                   | + 13 s                        |                               |
| 4.º                           | David Gaudu                   | Groupama-FDJ                  | + 13 s                        |                               |
| 5.º                           | Lucas Hamilton                | BikeExchange                  | + 1 min 03 s                  |                               |
| 6.º                           | Aurélien Paret-Peintre        | AG2R Citroën Team             | + 2 min 36 s                  |                               |
| 7.º                           | Stefan de Bod                 | Astana-Premier Tech           | + 3 min 24 s                  |                               |
| 8.º                           | Neilson Powless               | EF Education-Nippo            | + 3 min 52 s                  |                               |
| 9.º                           | Mark Donovan                  | Team DSM                      | + 5 min 34 s                  |                               |
| 10.º                          | Joris Nieuwenhuis             | Team DSM                      | + 6 min 35 s                  |                               |

### Clasificación por equipos(Classement par Équipe)
| Clasificación por equipos | Clasificación por equipos | Clasificación por equipos | Clasificación por equipos |
| Equipo                    | Equipo                    | Tiempo                    |                           |
| ------------------------- | ------------------------- | ------------------------- | ------------------------- |
| 1.º                       | Jumbo-Visma               | 26 h 53 min 36 s          |                           |
| 2.º                       | Astana-Premier Tech       | + 32 s                    |                           |
| 3.º                       | Bahrain Victorious        | + 43 s                    |                           |
| 4.º                       | Trek-Segafredo            | + 1 min 46 s              |                           |
| 5.º                       | EF Education-Nippo        | + 1 min 53 s              |                           |
| 6.º                       | Team BikeExchange         | + 2 min 23 s              |                           |
| 7.º                       | Ineos Grenadiers          | + 2 min 59 s              |                           |
| 8.º                       | Movistar Team             | + 3 min 34 s              |                           |
| 9.º                       | Deceuninck-Quick Step     | + 4 min 39 s              |                           |
| 10.º                      | Bora-Hansgrohe            | + 7 min 15 s              |                           |

## Abandonos
Marc Soler no tomó la salida tras detectársele tres fracturas en los brazos después de haberse visto involucrado en una de las caídas que se produjeron el día anterior.